# 愛知きわみ看護短期大学
愛知きわみ看護短期大学（あいちきわみかんごたんきだいがく、英語: Aichi Kiwami College of Nursing、公用語表記: 愛知きわみ看護短期大学）は、愛知県一宮市常願通5-4-1に本部を置いていた日本の私立大学である。2004年に設置され、2019年に廃止された。大学の略称はきわみ短大。

## 概観

### 大学全体
- 学校法人研伸学園により愛知県一宮市において設置された日本の私立短期大学[1]。
- 2004年に1学科で入学定員80名体制で開学[2]。
- その後は、学科数及び入学定員の増減なし。
- 2016年度の入学生を最後に、2019年3月に短期大学としての使命を終えた[注釈 1]。

### 建学の精神（校訓・理念・学是）
- 愛知きわみ看護短期大学の建学の精神は「生命の尊厳と人間の尊厳云々」となっていた[4]。

### 教育および研究
- 愛知きわみ看護短期大学は看護学科のみの短大であるが、「日本の歴史や文化」・「西洋の歴史と文化」など人文系の科目も設置されていた[5]。

### 学風および特色
- 愛知きわみ看護短期大学は看護学科のみの短期大学で、看護師としてふさわしい身嗜みやルールなどの教育にも力を入れていた。
- 男女共学であった。
- 学名の名称中の「きわみ」とは研究して明らかにするという「究める」・最後まで遣り遂げるという「極める」の意味が込められていた。
- 男女共学校であるが女性が多く男性が少ないのが特徴だった。
- 2019年の閉校ま[注釈 1]では愛知県内で唯一看護学科を置く短大となっていた[注 1]

## 沿革
- 2003年
  - 11月27日 左記を以て文部科学省より短期大学の設置が認可される[1]。
- 2004年
  - 4月1日 左記を以て愛知きわみ看護短期大学が以下の学科体制にて開学。
    - 看護学科[注 3]
- 2008年 左記年度以降の入学試験より、非喫煙者を対象とする[8]。
- 2016年
  - 4月1日 この年度をもって短期大学としての学生募集を最終とする[注釈 2][注 4] 。但し、この年度以前に入学した学生がいなくなるまでは経過措置として存続。
- 2019年 短期大学としての使命を終えた[注釈 1]。

## 基礎データ

### 所在地
- 愛知県一宮市常願通5-4-1

### 象徴
- 愛知きわみ看護短期大学のカレッジマークは、英称となっている「Aichi Kiwami College of Nursing」の「A」と「K」とをつなぎ合わせた模様の右横に「College of Nursing」と記されただけの簡単なものとなっていた[11]。

### 組織

#### 学科
- 看護学科[注釈 2]

#### 専攻科
- なし

#### 別科
- なし

#### 取得資格について
- 看護師国家試験受験資格が得られるカリキュラムとなっていた。ほか、診療情報管理士の受検資格を取得するためのカリキュラムもあった[5]。

## 学生生活

### 部活動・クラブ活動・サークル活動
- 愛知きわみ看護短期大学には、体育系・文化系の各種クラブ活動・サークル活動があった。

### 学園祭
- 愛知きわみ看護短期大学の学園祭は「きわみ祭」と呼ばれ、開学2年目の2005年にスタートし[12]、以来毎年概ね10月に行われるようになっていた[13]。

## 大学関係者と組織

### 大学関係者一覧
歴代学長
- 御供泰治：2007年1月～

## 施設

### キャンパス
- 交通アクセス：JR東海道本線尾張一宮駅または名鉄一宮駅から名鉄バスを利用する学生が多かった。

### 学生食堂
- 2006年1月、『Kiwami Cafe』学生食堂がオープンした[12]。

### 講堂
- 愛知きわみ看護短期大学のホールは、収容人数およそ300名となっていた。

### 寮
- 当時、短期大学より至近距離の場所に設置されていた[14]。

## 社会との関わり
- 公開講座があった。

## 卒業後の進路について

### 就職について
- 看護職に携わる職に就く人が大半となっており、主たる就職先として岐阜大学医学部附属病院・名古屋市立大学病院・愛知医科大学附属病院・藤田保健衛生大学病院・朝日大学歯学部附属村上記念病院・大分大学医学部附属病院・松江赤十字病院・一宮市立市民病院・大垣市民病院・聖隷浜松病院・健康保険岡谷塩嶺病院などがある[15]。

### 編入学・進学実績
- これまでの実績では、金沢大学、新潟大学の各養護教諭特別別科や岐阜医療技術短期大学、白鳳女子短期大学の各専攻科などがある[16][15]。